# Nahe, Segeberg
Nahe là một đô thị ở huyện Segeberg, bang Schleswig-Holstein Segeberg, ở bang Schleswig-Holstein, Đức. Đô thị Nahe, Segeberg có diện tích 10,37 km², dân số thời điểm ngày 31 tháng 12 năm 2006 là 2375 người.